# Castulus

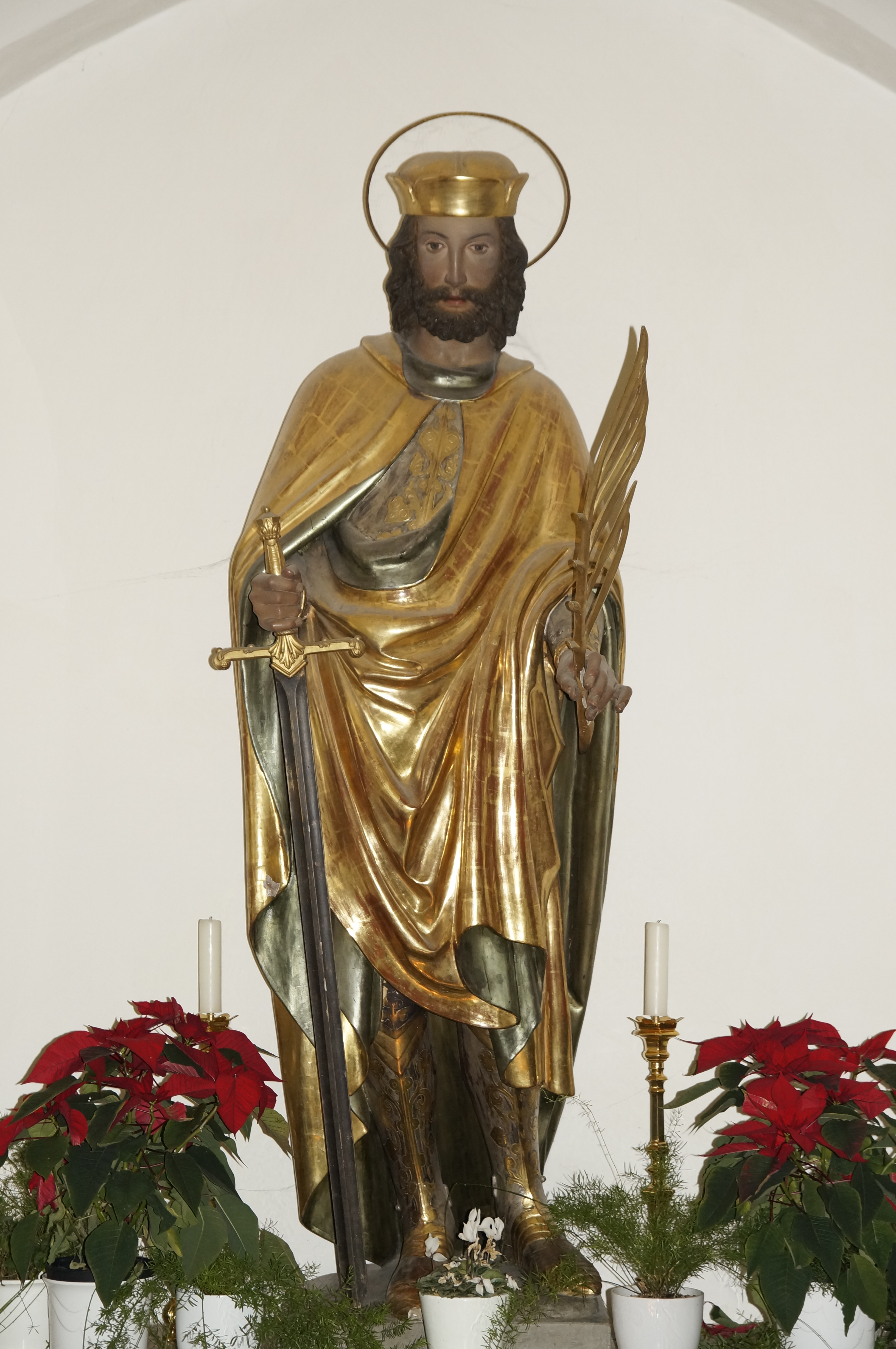
Beeld van Sint Castulus in Moosberg

De heilige Castulus (- Rome, 286) was volgens de rooms-katholieke traditie een kamerheer van keizer Diocletianus. Zijn naam betekent 'de gewetensvolle'. Hij was de echtgenoot van Irene, die bekend is van haar rol in het verhaal van de heilige Sebastiaan. 
Castulus zou na zijn bekering tot het christendom onder anderen de martelaren Marcus en Marcellianus in zijn huis geherbergd hebben. Hij organiseerde christelijke gebedsdiensten in het paleis van Diocletianus, die zelf een actief christenvervolger was. Samen met zijn vriend Tiburtius bekeerde hij veel Romeinen tot het christendom, die door paus Gaius gedoopt werden. Castulus werd echter verraden door een zekere Torquatus en gemarteld, waarna hij levend begraven werd aan de Via Labicana. 

## Naleven
Relieken van de heilige kwamen in het Beierse Moosburg an der Isar terecht, waar een kerk aan hem gewijd werd, die later een kapittelkerk werd. Na het vertrek van het kapittel in 1598 naar Landshut werd in 1604 het grootste deel van de relieken overgebracht naar de Martinuskerk aldaar.
Zijn gedachtenis wordt gevierd op 26 maart. In de katholieke kerk wordt Castulus vereerd als de patroonheilige van de schaapherders, en zijn hulp wordt ingeroepen bij bosbrand, bliksem en verdrinking. 